# Comuna Zaruddea, Zbaraj
Zaruddea (în ucraineană Заруддя) este o comună în raionul Zbaraj, regiunea Ternopil, Ucraina, formată din satele Olîșkivți, Vîtkivți și Zaruddea (reședința).

## Demografie
Componența lingvistică a comunei Zaruddea
     Ucraineană (98,58%)
     Rusă (1,29%)
     Alte limbi (0,06%)
Conform recensământului din 2001, majoritatea populației comunei Zaruddea era vorbitoare de ucraineană (98,58%), existând în minoritate și vorbitori de rusă (1,29%).